# José Mário Vaz
José Gomes Mário Vaz (* 10. prosince 1957 Cacheu) je guinejsko-bissauský politik a od roku 2014 do 2020 také 5. prezident Guineje-Bissau.

## Životopis
Je populárně známý pod jménem "Jomav". Promoval jako ekonom v Lisabonu a v roce 1982 dostal stáž u Úřadu ekonomických studií Banco de Portugal. V roce 2004 byl zvolen primátorem Bissaua tuto funkci zastával až do roku 2009, kdy ho prezident Malam Bacai Sanhá jmenoval ministrem financí. Spolu s ostatními ministry byl vyhoštěn z Guineje-Bisau po převratu v roce 2012 a uprchl do Portugalska , ale v únoru 2013 se vrátil a strávil tři dny ve vězení. Byl obviněn, že se podílel na zmizení pomoci ve výši 9,1 milionů EUR, kterou jeho zemi měla věnovat Angola. Toto obvinění José Vaz popírá a není jasné, zda byl dar vůbec někdy poslán.
Je členem Africké strany pro nezávislost Guiney a Kapverdských ostrovů a získal právo reprezentovat tuto stranu v prezidentských volbách v roce 2014, neboť ve dvoudenních primárkách v březnu 2014 získal jedenáct podpor. V prvním kole volby, které se konalo 13. dubna 2014, získal 40,9% hlasů a postoupil do druhého volebního kola s Nuno Gomes Nabiam, kterého podpořila armáda. Ve druhém kole 18. května 2014 získal 61,9% hlasů.
Vaz kandidoval jako nezávislý v prezidentských volbách v roce 2019, ale v prvním kole obdržel pouze 12% hlasů a neprošel do druhého kola.